# Западня (Житомирская область)
Западня (укр. Западня) — село в Житомирском районе Житомирской области Украины. До 2020 года входило в Брусиловский район. Основано в 1624 году.
Население по переписи 2001 года составляет 74 человека. Занимает площадь 9,8 км².

## Адрес местного совета
12642, Житомирская область, Брусиловский р-н, с. Озёра